# 旭館 (内子町)
旭館（あさひかん）は、愛媛県喜多郡内子町内子2307にある建築物（映画館）。森文醸造株式会社が所有しており、森文旭館（もりぶんあさひかん）とも呼ばれる。

## 歴史

### 竣工
内子町は江戸時代から大洲和紙や木蝋の生産で栄えた町である。1915年（大正4年）4月には内子町に魁座が設立され、1916年（大正5年）の内子座竣工後には魁座と内子座が競合した。
1925年（大正14年）4月10日には魁座跡地に常設興行場の設立が許可され、1926年（大正15年）11月12日に旭館が竣工した。なお、森文醸造の2代目である森傳三郎も発起人に名を連ねている。

### 閉館とその後
戦後の1955年（昭和30年）には電気館に改称し、1965年（昭和40年）に映画館としての営業を終了した。その後、森文醸造株式会社が旭館の建物を取得し、イナダ家具店の倉庫などとして使用されていた。

### 活用の模索
旭館の建物は老朽化によって解体も検討されていたが、森秀夫社長が存続を決定して改修工事を行った。2013年（平成25年）6月2日には約半世紀ぶりに上映会が開催され、、同年12月24日には登録有形文化財に登録された。2023年（令和5年）には森文醸造の創業130周年を記念した映画祭が催された。

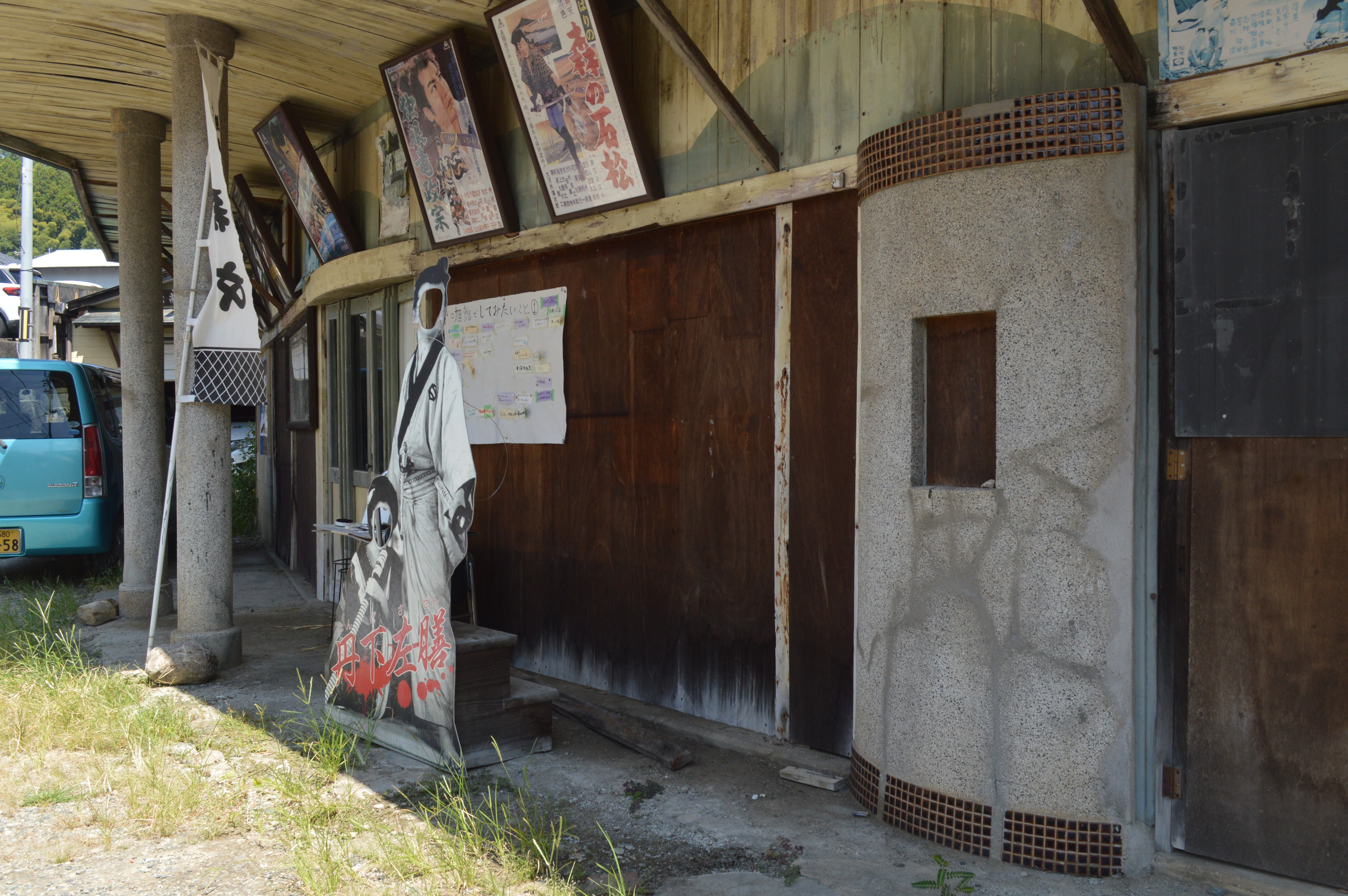
入口付近
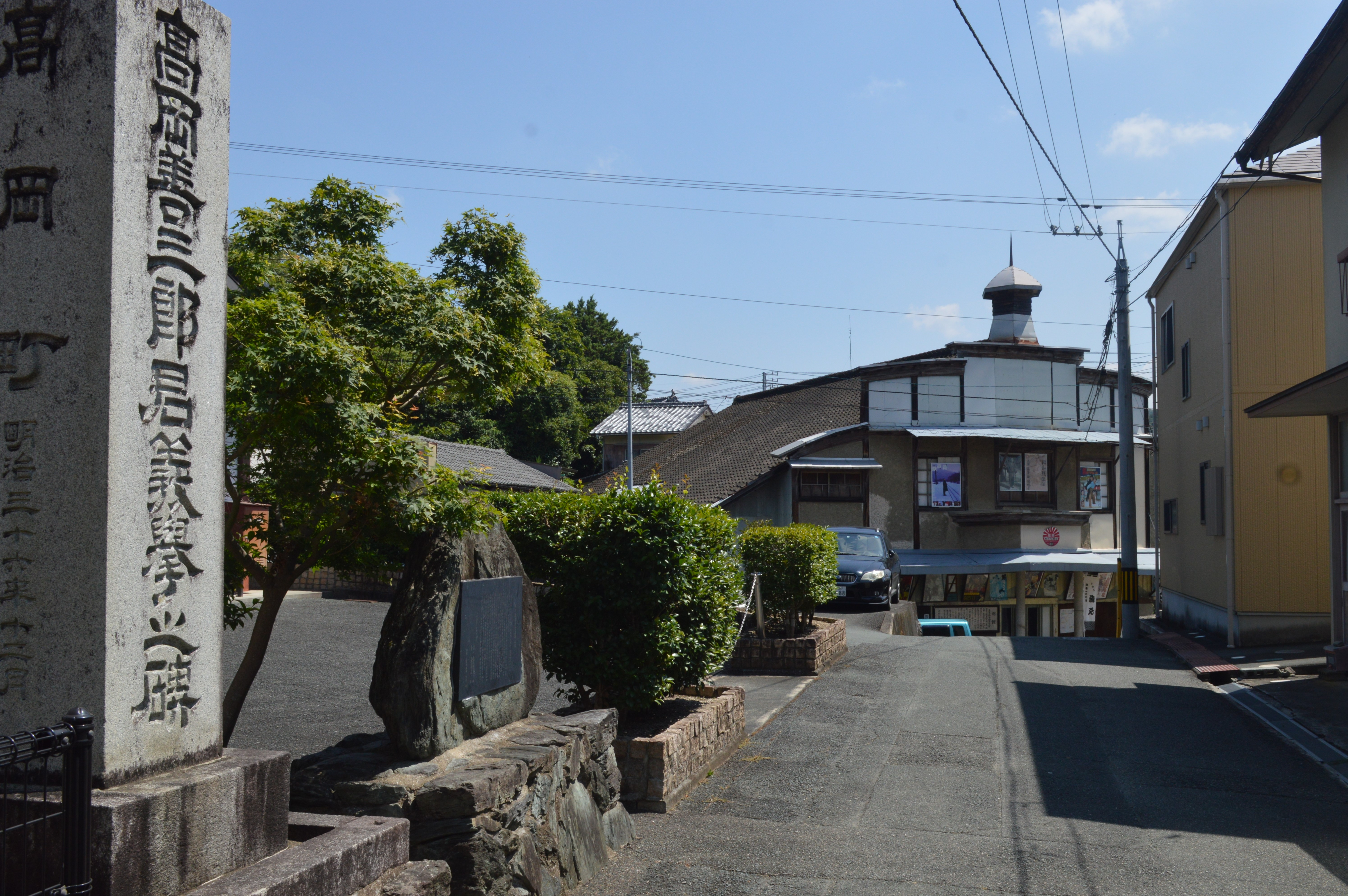
旭館が面する路地